# Sinsacate
Sinsacate é um município da província de Córdoba, na Argentina.